# Rotație (matematică)

Rotația unei figuri geometrice în plan în jurul unui punct, O

În matematică o rotație este un concept care provine din geometrie. O rotație este o deplasare în spațiu, care conservă poziția a cel puțin un punct. De exemplu ea poate descrie deplasarea unui solid rigid în jurul unui punct fix. O rotație este diferită de alte tipuri de deplasări: translațiile, care nu au nici un punct fix, sau reflexiile, rotațiile având o zonă plană (n−2)-dimensională de puncte fixe în spațiul n-dimensional. Sensul pozitiv al unei rotații este sensul trigonometric (sensul antiorar), o rotație în sens orar fiind o rotație cu o valoare negativă.
Matematic, o rotație este o aplicație. Toate rotațiile din jurul unui punct fix formează un grup al legii de compoziție rotație numit grup de rotații (al unui anumit spațiu). Dar în mecanică și, mai general, în fizică, acest concept este frecvent înțeles ca o transformare de coordonate (a unei baze ortonormate), deoarece pentru orice deplasare a unui corp există o transformare (în sens invers) care, dacă este aplicată sistemului de referință, are ca rezultat aceleași coordonate ale corpului. De exemplu, în două dimensiuni, rotirea unui corp în sensul acelor de ceasornic în jurul unui punct menținând axele fixe este echivalentă cu rotirea axelor în sens invers acelor de ceasornic în timp ce corpul este menținut fix.

## Definiții și terminologie asociată
Grupul de rotații este un grup Lie de rotații în jurul unui punct fix. Acest punct fix se numește centru de rotație și de obicei este considerat originea. Grupul de rotații este un punct stabilizator într-un grup mai larg de  deplasări (conservarea orientării).
Pentru o anumită rotație:
- axa de rotație este dreapta punctelor fixe. Ea există numai în dimensiuni n > 2;
- planul de rotație este planul invariant în urma rotației. Spre deosebire de axă, punctele sale nu sunt fixe. Axa (acolo unde este prezentă) și planul unei rotații sunt ortogonale.

O reprezentare a rotațiilor este un formalism, fie algebric, fie geometric, utilizat pentru parametrizarea unei aplicații de rotație. Această semnificație este cumva inversă față de sensul din teoria grupului.
Rotațiile spațiilor afine ale punctelor și ale spațiilor vectoriale nu sunt întotdeauna distincte. Primele sunt uneori denumite rotații afine (deși termenul este înșelător), în timp ce acelea din urmă sunt rotații vectoriale (v. mai jos).

## Definiții și reprezentări

### În geometria euclidiană

O rotație în plan în jurul unui punct urmată de o altă rotație în jurul unui alt punct are ca rezultat o deplasare totală care este fie o rotație, fie o translație (fie ambele, ca în această imagine)

O deplasare a unui spațiu euclidian este aceeași cu izometria sa: după transformare lasă neschimbată distanța între oricare două puncte. Dar o rotație (adecvată) trebuie, de asemenea, să păstreze orientarea. Expresia „rotație improprie” se referă la izometrii care inversează (răstoarnă) orientarea (după un număr impar de reflexii). În limbajul teoriei grupurilor distincția este exprimată ca izometrii „directe” vs „indirecte”, însă mulți geometri nu acceptă izometriile indirecte că ar fi rotații. Orice deplasare euclidiană directă poate fi reprezentată ca o compunere a unei rotații în jurul unui punct fix și a unei translații.
Într-un spațiu unidimensional nu există rotații netriviale. Într-un spațiu bidimensional este necesar doar un singur parametru pentru a specifica o rotație în jurul originii – unghiul de rotație, care specifică un element din grupul cercului (cunoscut și sub numele de {\displaystyle {\mbox{U}}(1)\,}). Rotația acționează pentru a roti un obiect în sens trigonometric cu un unghi θ în jurul originii. Compunerea rotațiilor însumează unghiurile lor modulo o rotație completă (360°, 2{\displaystyle \pi \,}) ceea ce implică faptul că toate rotațiile bidimensionale față de „același” punct sunt comutative. Rotațiile față de puncte „diferite” în general nu sunt comutative. Orice deplasare directă bidimensională este fie o translație, fie o rotație (fie o compunere a lor).

Rotațiile Euler ale Pământului: cea proprie (verde) cea de precesie (albastru) și cea de nutație (roșu)

Rotațiile din spațiul tridimensional diferă de cele din două dimensiuni într-o serie de moduri importante. Rotațiile în trei dimensiuni nu sunt în general comutative, deci ordinea în care se aplică rotațiile este importantă chiar și în același punct. Spre deosebire de cazul bidimensional, o deplasare directă tridimensională într-o poziție oarecare nu este doar o rotație, ci una elicoidală. Rotațiile au trei grade de libertate, corespunzătoare celor trei perechi de axe de coordonate din spațiul tridimensional, deci ele pot fi caracterizate prin trei parametri.
O rotație tridimensională poate fi specificată în mai multe moduri. Cele mai uzuale metode sunt:
- Unghiurile lui Euler. Orice rotație în jurul originii poate fi reprezentată ca o compunere a trei rotații, definite ca deplasarea obținută prin schimbarea unuia dintre unghiurile lui Euler menținând constante celelalte două. Acestea constituie un sistem de axe de rotație mixte, deoarece unghiurile sunt măsurate în raport cu mai multe sisteme de coordonate diferite în loc să fie măsurate față de un singur sistem, fie pur extern, fie pur intrinsec. Mai exact, primul unghi deplasează linia nodurilor în jurul axei externe z, al doilea rotește în jurul liniei nodurilor, iar al treilea este o rotație în jurul unei axe fixate de corpul care se mișcă. Unghiurile Euler sunt de obicei notate α, β și γ, sau φ, θ și ψ. Această prezentare este convenabilă numai pentru rotații în jurul unui punct fix.

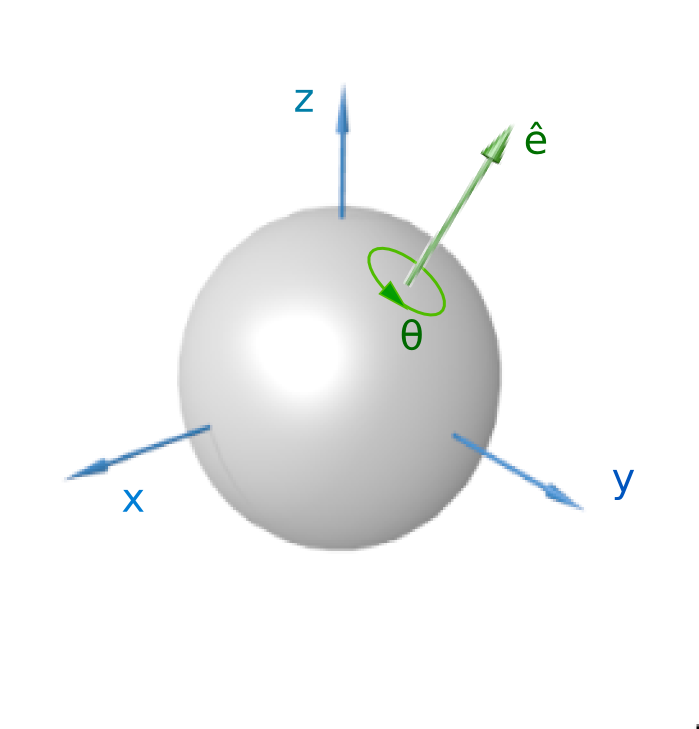
Reprezentare axă–unghi

- Reprezentarea axă–unghi specifică în jurul căreia are loc rotația și unghiul de rotație în jurul ei. Poate fi vizualizată cu ușurință. Există două variante care o reprezintă:

- ca o pereche formată din versorul axei și unghiul de rotație.
- ca un vector euclidian obținut prin înmulțirea valorii unghiului cu versorul axei, vector numit în acest caz vector de rotație (deși, strict vorbind, este un pseudovector).

- Matrice, cuaternioni sau alte expresii algebrice.

O proiecție tridimensională în perspectivă a unui tesseract care se rotește în spațiul euclidian cvadridimensional

O rotație generală în spațiul cvadridimensional are un singur punct fix, centrul de rotație și nici o axă de rotație; vezi rotație în spațiul euclidian cvadridimensional pentru detalii. În schimb, rotația se poate efectua în două plane de rotație reciproc ortogonale, fiecare dintre ele fiind fix în sensul că punctele din fiecare plan rămân în planele respective. Rotația are două unghiuri de rotație, unul pentru fiecare plan de rotație în care se rotesc punctele din planuri. Dacă acestea sunt ω1 și ω2, atunci toate punctele care nu se află în aceste plane se rotesc cu un unghi între ω1 și ω2. Rotațiile în patru dimensiuni în jurul unui punct fix au șase grade de libertate (corespunzătoare celor {\displaystyle C_{4}^{2}=6} perechi de axe). O deplasare directă în patru dimensiuni în poziția generală este o rotație în jurul unui anumit punct (ca în toate spațiile euclidiene cu un număr par de dimensiuni), dar există și rotații în elice.

### Formalismul algebrei liniare și multiliniare
Când se iau în considerare deplasările spațiului euclidian care păstrează originea, distincția dintre puncte și vectori, importantă în matematica pură, poate fi ștearsă deoarece există o corespondență biunivocă între puncte și vectorii de poziție. Același lucru este valabil și pentru alte geometrii decât cea euclidiană, dar al căror spațiu este un spațiu afin cu o structură suplimentară (v. mai jos). Alternativ, descrierea vectorială a rotațiilor poate fi înțeleasă ca o parametrizare a rotațiilor geometrice și compunerea lor cu translațiile. Cu alte cuvinte, o rotație vectorială este echivalentă cu mai multe rotații ale tuturor punctelor din spațiu.
O deplasare care păstrează originea este o transformare liniară pe vectori care păstrează aceeași structură geometrică, dar exprimată sub formă vectorială. Pentru un vectorul euclidian această expresie este „mărimea” lui (distanța euclidiană). Un astfel de operator este exprimat printr-o matrice ortogonală cu n × n care se înmulțește cu vectori coloană.
După cum s-a spus, o rotație (proprie) este diferită de o deplasare arbitrară cu un punct fix în conservarea orientării spațiului vectorial. Astfel, determinantul unei matrici ortogonale de rotație trebuie să fie 1. Singura altă posibilitate pentru determinantul unei matrice ortogonale este să fie −1, iar acest rezultat înseamnă că transformarea este o reflexie, o „rotație improprie”. Matricile tuturor rotațiilor corespunzătoare formează grupul ortogonal special.

#### În două dimensiuni
În două dimensiuni, pentru a efectua o rotație folosind o matrice, punctul (x, y) care trebuie rotit în sens trigonometric este reprezentat de un vector coloană, apoi înmulțit cu o matrice de rotație calculată pentru unghiul θ:
{\displaystyle {\begin{bmatrix}x'\\y'\end{bmatrix}}={\begin{bmatrix}\cos \theta &-\sin \theta \\\sin \theta &\cos \theta \end{bmatrix}}{\begin{bmatrix}x\\y\end{bmatrix}}}.
Coordonatele punctului după rotație sunt x, y, iar formulele pentru x′ și y′ sunt
{\displaystyle {\begin{aligned}x'&=x\cos \theta -y\sin \theta \\y'&=x\sin \theta +y\cos \theta .\end{aligned}}}
Vectorii {\displaystyle {\begin{bmatrix}x\\y\end{bmatrix}}} și {\displaystyle {\begin{bmatrix}x'\\y'\end{bmatrix}}} au același modul și diferă prin ungiul θ, după cum era de așteptat.
Punctele din planul R2 pot fi și ele considerate numere complexe: punctul (x, Y) în plan este reprezentat de numărul complex
{\displaystyle z=x+iy}
Acesta poate fi rotit cu unghiul θ prin înmulțirea cu eiθ, apoi dezvoltând produsul folosind formula lui Euler:
{\displaystyle {\begin{aligned}e^{i\theta }z&=(\cos \theta +i\sin \theta )(x+iy)\\&=x\cos \theta +iy\cos \theta +ix\sin \theta -y\sin \theta \\&=(x\cos \theta -y\sin \theta )+i(x\sin \theta +y\cos \theta )\\&=x'+iy',\end{aligned}}}
iar echivalarea părților reale și imaginare dă același rezultat ca o matrice bidimensională:
{\displaystyle {\begin{aligned}x'&=x\cos \theta -y\sin \theta \\y'&=x\sin \theta +y\cos \theta .\end{aligned}}}
Deoarece numerele complexe formează un inel comutativ, rotațiile vectoriale în două dimensiuni sunt comutative, spre deosebire de cele din dimensiunile superioare. Au un singur grad de libertate, deoarece astfel de rotații sunt în întregime determinate de unghiul de rotație.

#### În trei dimensiuni
Ca și în două dimensiuni, o matrice poate fi folosită pentru a roti un punct (x, y, z) în punctul (x′, y′, z′). Matricea folosită este o matrice 3×3,
{\displaystyle \mathbf {A} ={\begin{pmatrix}a&b&c\\d&e&f\\g&h&i\end{pmatrix}}}
care este înmulțită cu vectorul care reprezintă punctul:
{\displaystyle \mathbf {A} {\begin{pmatrix}x\\y\\z\end{pmatrix}}={\begin{pmatrix}a&b&c\\d&e&f\\g&h&i\end{pmatrix}}{\begin{pmatrix}x\\y\\z\end{pmatrix}}={\begin{pmatrix}x'\\y'\\z'\end{pmatrix}}}
Setul tuturor matricelor adecvate împreună cu operația înmulțirea matricilor este grupul de rotație SO(3). Matricea A este un membru al grupului ortogonal special tridimensional, SO(3), adică este o matrice ortogonală cu determinantul 1. Faptul că este o matrice ortogonală înseamnă că rândurile sale sunt un set de versori (deci sunt o bază ortonormată) la fel ca și coloanele sale, simplificând detectarea și verificarea dacă o matrice este o matrice de rotație validă.
Unghiurile lui Euler și reprezentarea axă–unghi menționate mai sus pot fi transformate simplu într-o matrice de rotație.

#### Cuaternioni
Cuaternionii unitate, sau versorii, sunt oarecum cea mai puțin intuitivă reprezentare a rotațiilor tridimensionale. Însă nu sunt un exemplu pentru o abordare generală. Sunt mai compacți decât matricile și mai ușor de lucrat cu ei decât toate celelalte metode, așa că sunt adesea preferați în aplicațiile din lumea reală.
Un versor (numit și „cuaternion de rotație”) constă din patru numere reale, însă cu norma 1. Această constrângere limitează gradele de libertate ale cuaternionului la trei, cum și este necesar. Spre deosebire de matrici și numere complexe, sunt necesare două înmulțiri:
{\displaystyle \mathbf {x'} =\mathbf {qxq} ^{-1},}
unde q este versorul, q−1 este inversul său, iar x este vectorul, tratat drept cuaternion cu partea scalară zero. Cuaternionul poate fi legat de forma vectorului de rotație de tip axă–unghi prin aplicația exponențială asupra cuaternionilor,
{\displaystyle \mathbf {q} =e^{\mathbf {v} /2},}
unde v este vectorul de rotație tratat drept cuaternion.
O singură înmulțire cu un versor, fie la stânga, fie la dreapta, este ea însăși o rotație, dar în patru dimensiuni. Orice rotație în patru dimensiuni în jurul originii poate fi reprezentată cu două înmulțiri ale cuaternionului: una la stânga și una la dreapta, prin două cuaternioni unitate diferiți.